# Hannity (Fernsehsendung)

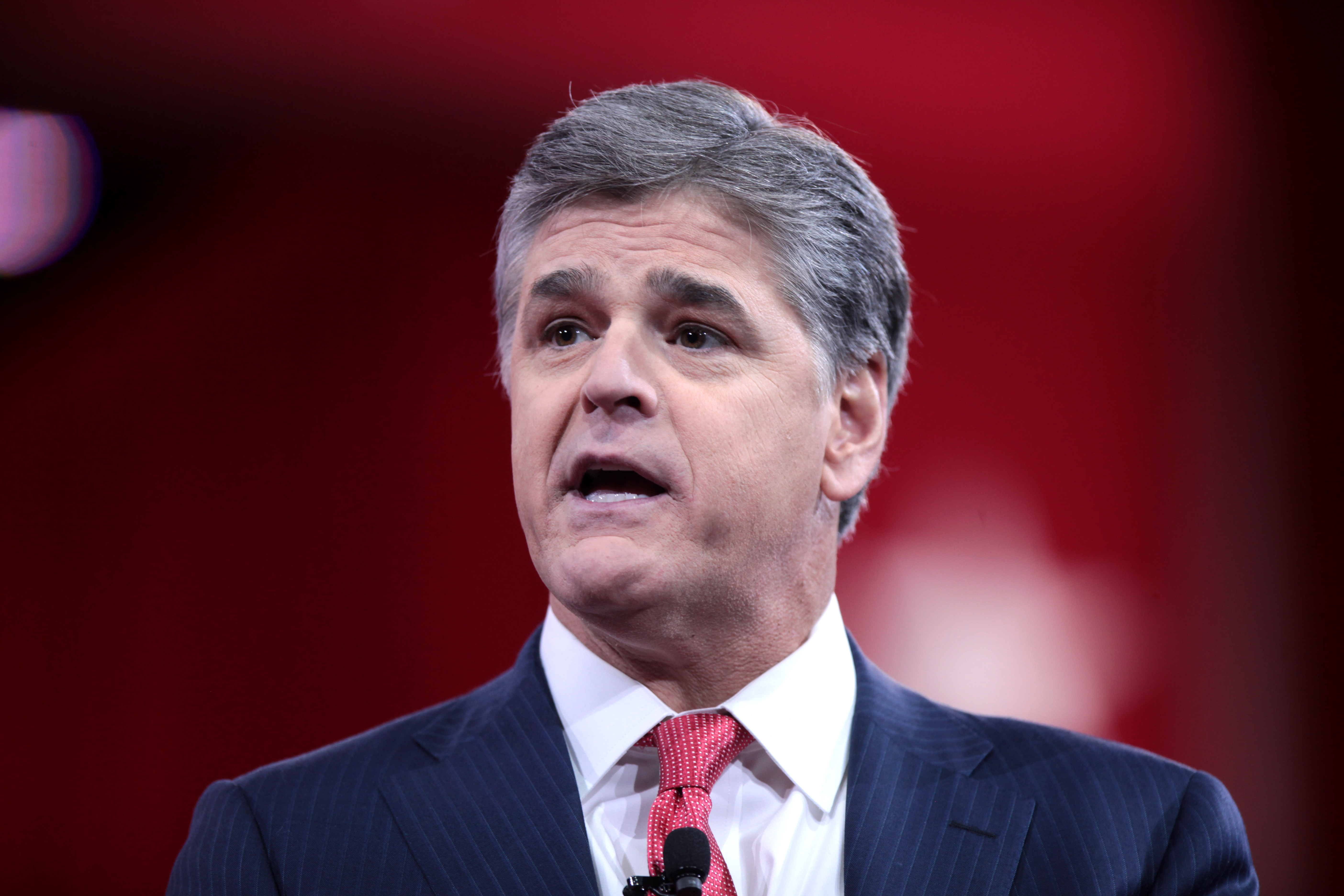
Sean Hannity (2015)

Hannity ist eine US-amerikanische politische Talkshow des Senders Fox News Channel mit dem Moderator Sean Hannity, die seit dem 12. Januar 2009 produziert und ausgestrahlt wird. Sie ersetzte die Formate Hannity’s America und Hannity & Colmes. 
Am 24. November 2008 wurde bekannt, dass Alan Colmes die mit Sean Hannity gemeinsam moderierte Sendung Hannity & Colmes Ende des Jahres verlassen werde. Am 11. Dezember 2008 gab Fox News bekannt, dass Sean Hannity den Sendeplatz mit einer eigenen Sendung namens Hannity übernehmen werde, die konzeptionell seiner bislang parallel laufenden Sendung Hannity’s America entspricht.
Das Format der Sendung sieht einen Eröffnungsmonolog vor, in dem Hannity seine Meinung zu aktuellen Themen der Politik und des Zeitgeschehens darlegt. Nach einer  Diskussion im Panel folgen weitere Monologe, Interviews oder Panels. Inhaltlich ist die Sendung von der konservativen Haltung Hannitys geprägt, der als Vertrauter Donald Trumps gilt.
Der erste Gast der Sendung Hannity war der frühere Sprecher des Repräsentantenhauses der Vereinigten Staaten, Newt Gingrich.
Hannity konkurriert mit The Rachel Maddow Show auf MSNBC und Cuomo Prime Time auf CNN.
Abwesenheitsvertretung für Sean Hannity war in der Vergangenheit oft Jeanine Pirro.